# Gúl

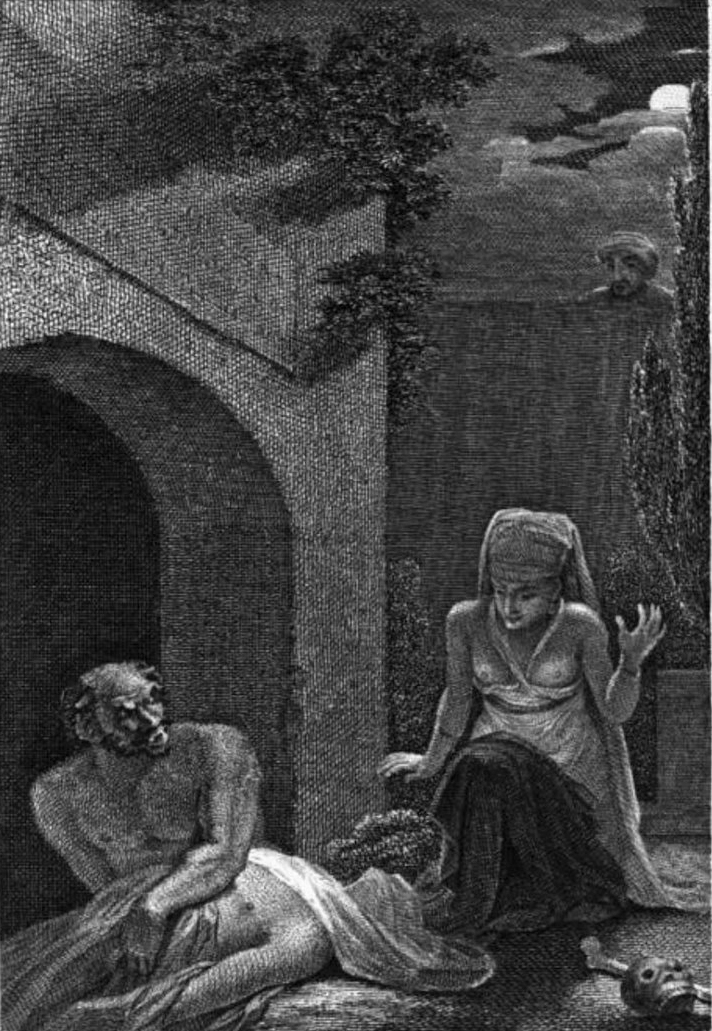
Amine-t észreveszik egy gúl társaságában az Ezeregyéjszakák történetében.

A gúlok az arab mitológiában olyan gonosz dzsinnek, akik Iblísz, a sötétség hercegének leszármazottai. Temetőkben és más, elhagyatott helyeken élnek. Képesek állandóan változtatni alakjukat, de mindig felismerhetőek maradnak szamár patáikról.
Gyakran jelennek meg a sivatagban gyönyörű nő képében, hogy elcsábítsák az utazókat. Ha sikerrel jártak, megölték és felfalták őket.

## Etimológia
A kifejezés etimológiailag Gallu, egy mezopotámiai démonhoz köthető.

## Írásos emlékek
Már a beduin költészetben, az iszlám előtti időkben is megtalálhatóak és bekerültek a berber folklór démonoktól gazdag világába. 
A legkorábbi ismert írás, amiben megemlítik a gúlokat, az Ezeregyéjszaka meséi. A modern arab kultúrában a gyermekeket szokták velük ijesztgetni.
A gúl (ghoul) beépült az angol tradíciókba is, ahol sírrabló lényekként ábrázolják őket, akik a holtak húsával táplálkoznak. Gyakran jellemzik őket élőholtként. 